# 小锅米线

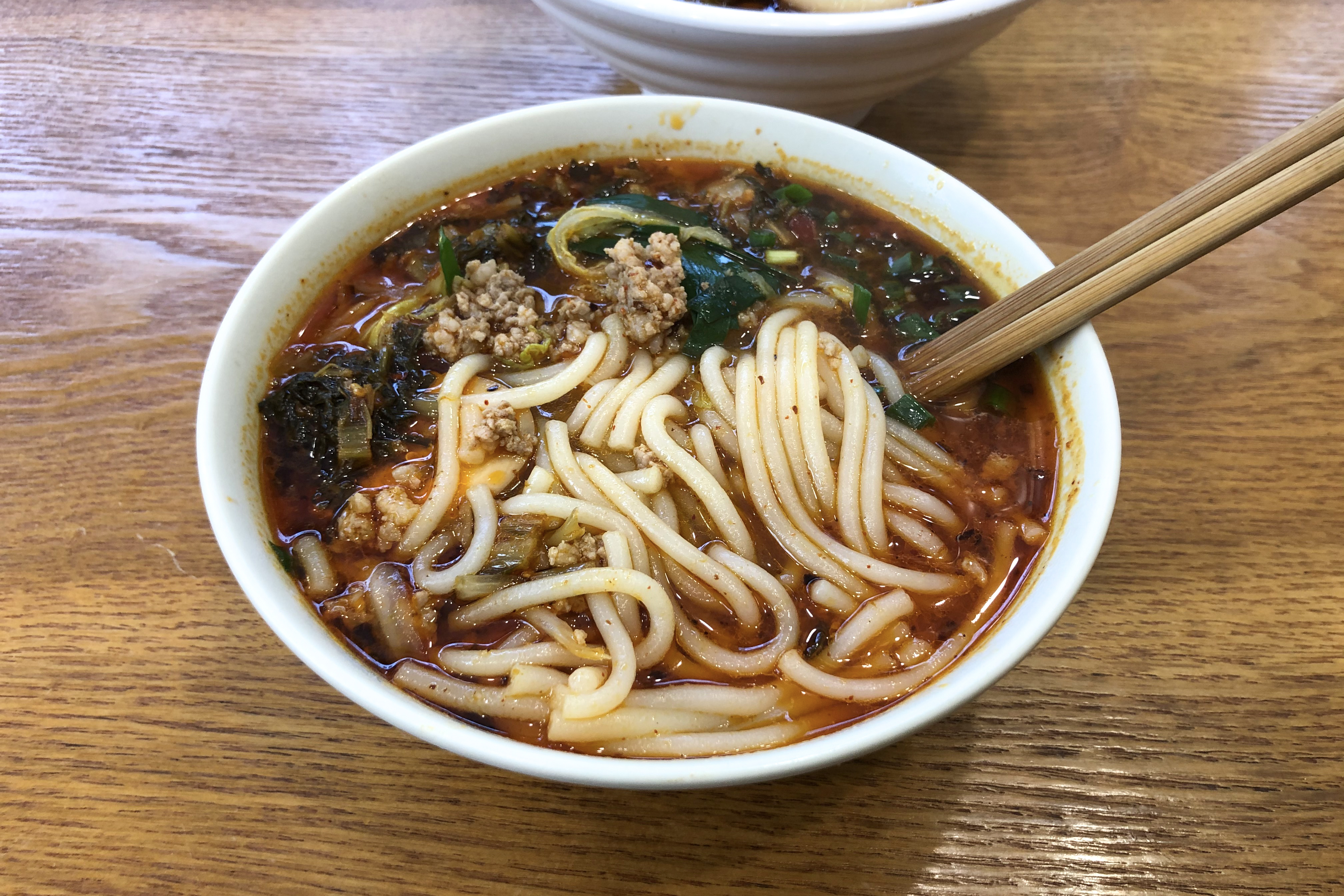
昆明市内的小锅米线

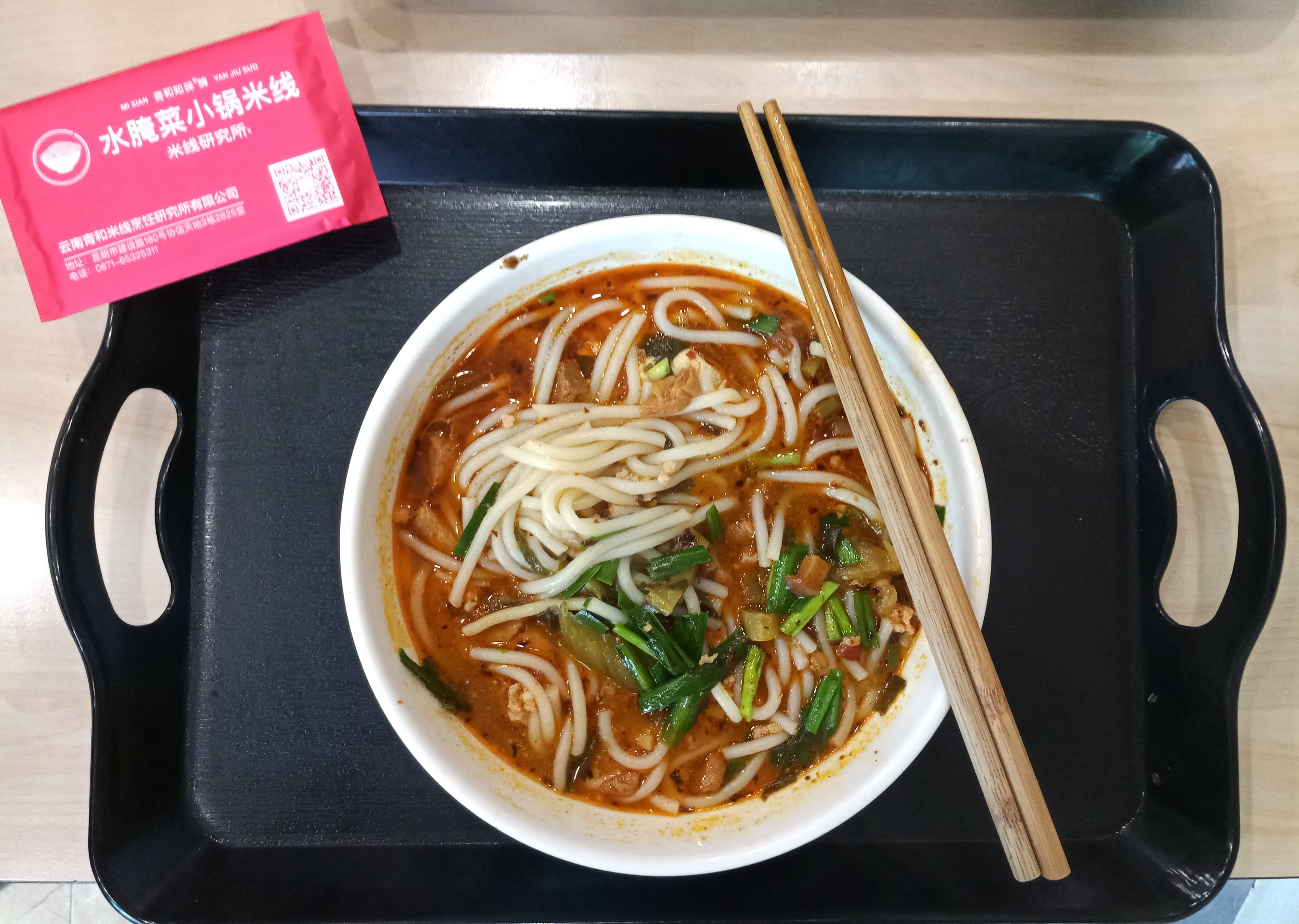
青和小锅米线

小锅米线是云南昆明一种小吃，口味兼有酸味、鲜味、甜味和辣味，而且价格较为低廉。

## 制作
小锅米线的煮制使用红铜的小锅，小锅口径较碗略大，使用高汤熬煮。待汤煮沸后，放入剁肉帽子（肉沫）、豌豆尖、酸腌菜、韭菜、西红柿、酱油和油辣椒或糊辣子等，最后放入米线，可依个人口味加入臭豆腐等其他食材。

## 知名小锅米线
昆明较为知名的小锅米线品牌有端仕小锅米线、万丰小锅米线、青和小锅米线、铁棚小锅米线、昆夫小锅米线等。